# Червоношкірий проповідник: Байки Елвіна Мейкера
«Червоношкірий проповідник: Байки Елвіна Мейкера» (англ. «Red Prophet: The Tales of Alvin Maker») — обмежена серія коміксів з дванадцяти випусків, що була написана Орсоном Скоттом Кардом. Комікс був заснований на серії романів Карда «Байки Елвіна Мейкера». Видання розпочалося у березні 2006 року видавництвом Dabel Brothers Productions і завершилося у 2008 році видавництвом Marvel Comics.

## Колекційні видання
| Назва                                              | Випуски | Дата видання  | ISBN                   |
| -------------------------------------------------- | ------- | ------------- | ---------------------- |
| Red Prophet: The Tales of Alvin Maker - Volume One | #1-6    | Травень 2007  | ISBN 978-0-7851-2583-9 |
| Red Prophet: The Tales of Alvin Maker              | #7-12   | Березень 2008 | ISBN 978-0-7851-2584-6 |